# О политической науке
О политической науке (Peri politikês epistemês) — анонимный византийский политический трактат, созданный в правление императора Юстиниана I.
Произведение было обнаружено кардиналом А. Маем при исследовании ватиканского палимпсеста Vat. gr. 1298 и издано в 1827 году. Долгое время версия Мая, полагавшего, что текст был создан чиновником высокого ранга Петром Патрикием в начале правления Юстиниана около 532 года, относительно авторства и датировки была общепризнанной. Также было обнаружено соответствие с описанием в Библиотеке патриарха Фотия прочитанного им диалога патриция Менаса и референдария Фомы в шести частях. В настоящее время отождествление этих двух книг с трактатом Peri politikês katastaseos Петра Патрикия отвергается, а наиболее вероятным временем создания считается конец царствования Юстиниана.
Из шести книг трактата сохранился незначительный фрагмент четвёртой части, рассматривающий военные вопросы, и более объёмный фрагмент пятой, относящийся к «царской науке». В 1900 году немецкий филолог К. Прехтер показал, что фрагменты анонимного диалога демонстрируют большое сходство с неоплатонической философией. Из пересказа Фотия известно, что диалог предлагал новый тип конституции, не встречавшийся ранее гибрид лучших принципов монархической, аристократической и демократической форм правления, названный «дикархидской». Так же Фотий отмечает, что автор выступает против платоновской идеальной республики.